# Ptecticus gilvus
Ptecticus gilvus är en tvåvingeart som beskrevs av Daniels 1979. Ptecticus gilvus ingår i släktet Ptecticus och familjen vapenflugor. Inga underarter finns listade i Catalogue of Life.